# Arlington Theatre
Pour les articles homonymes, voir Arlington.
L'Arlington Theatre est une salle de cinéma historique située à Santa Barbara, en Californie, aux États-Unis.
Combinant les styles d'architecture Mission Revival et renouveau colonial espagnol, c'est le plus grand cinéma et le principal lieu des arts de la scène de la ville. En plus des projections régulières et des artistes, il accueille de nombreux événements associés au Festival international du film de Santa Barbara.

## Histoire
L'Arlington a été construit au 1317 State Street, sur l'ancien site de l'hôtel Arlington, qui a été détruit à la suite du tremblement de terre de 1925 (en). La structure actuelle a été érigée en 1930 en tant que salle de cinéma vitrine pour les Fox West Coast Theatres. Il a été restauré et agrandi au milieu des années 1970 par la Metropolitan Theaters Corporation et a rouvert ses portes en 1976.

## Architecture

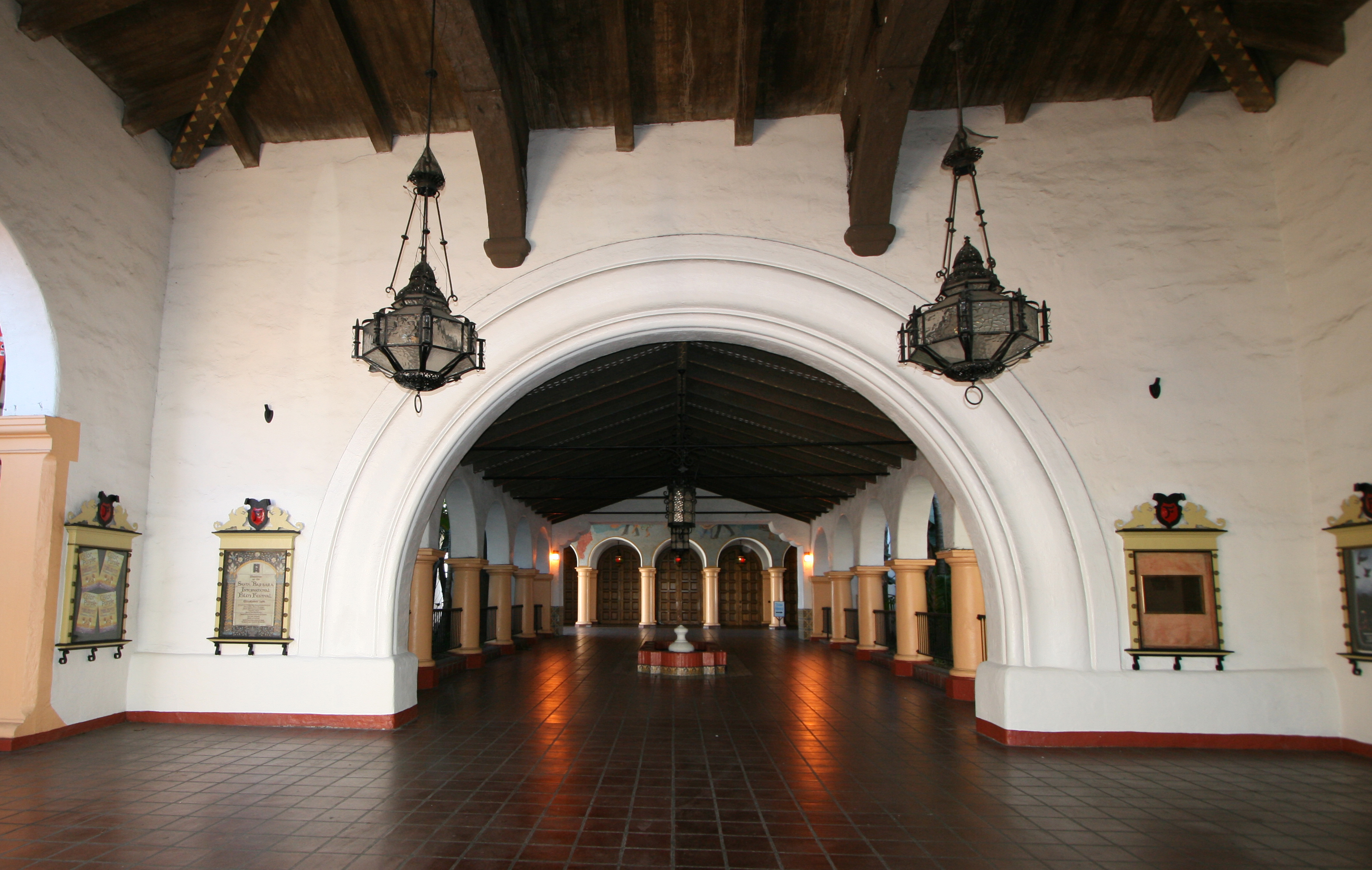
Vue vers l'entrée, juste après la billetterie.

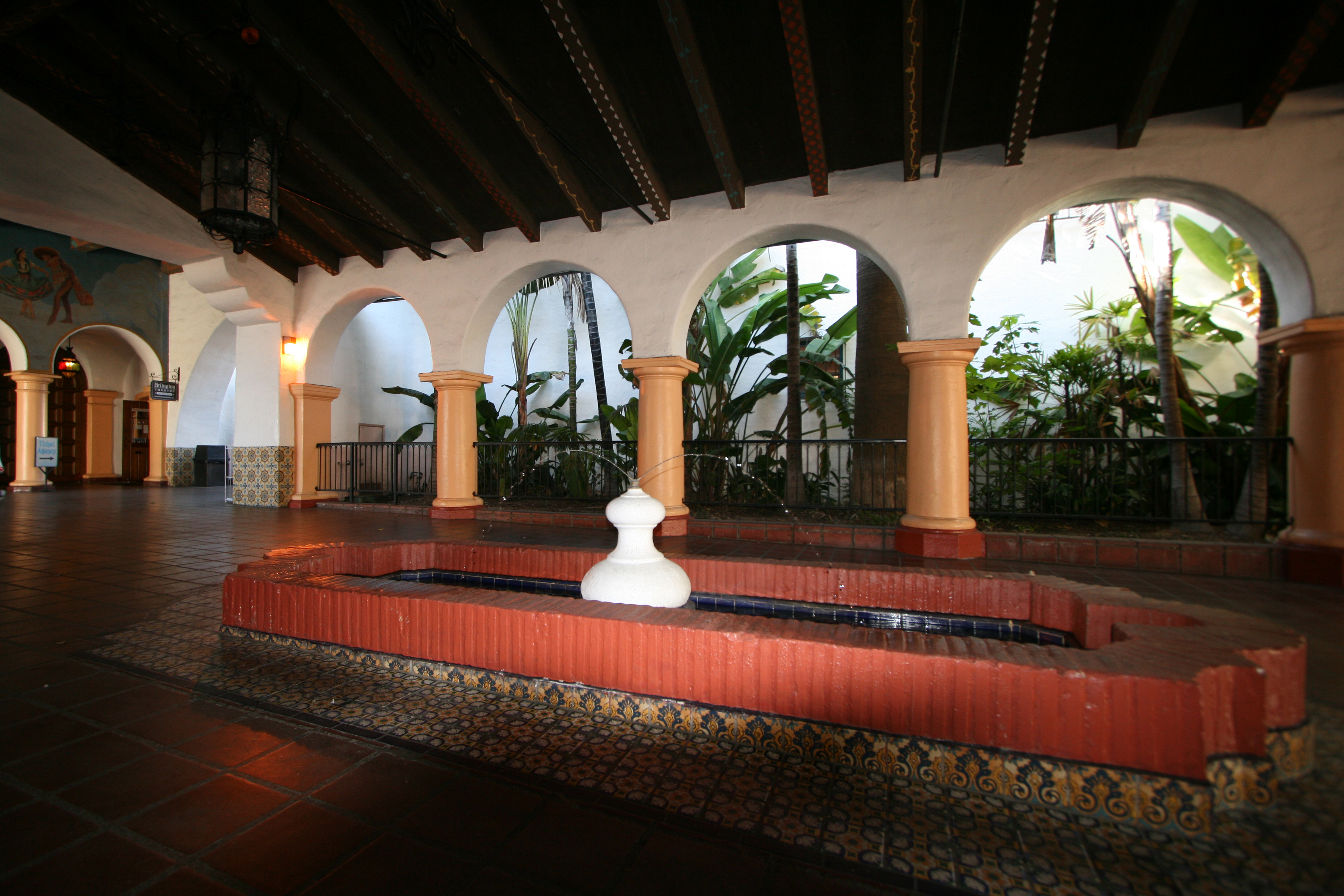
Fontaine au centre du couloir.

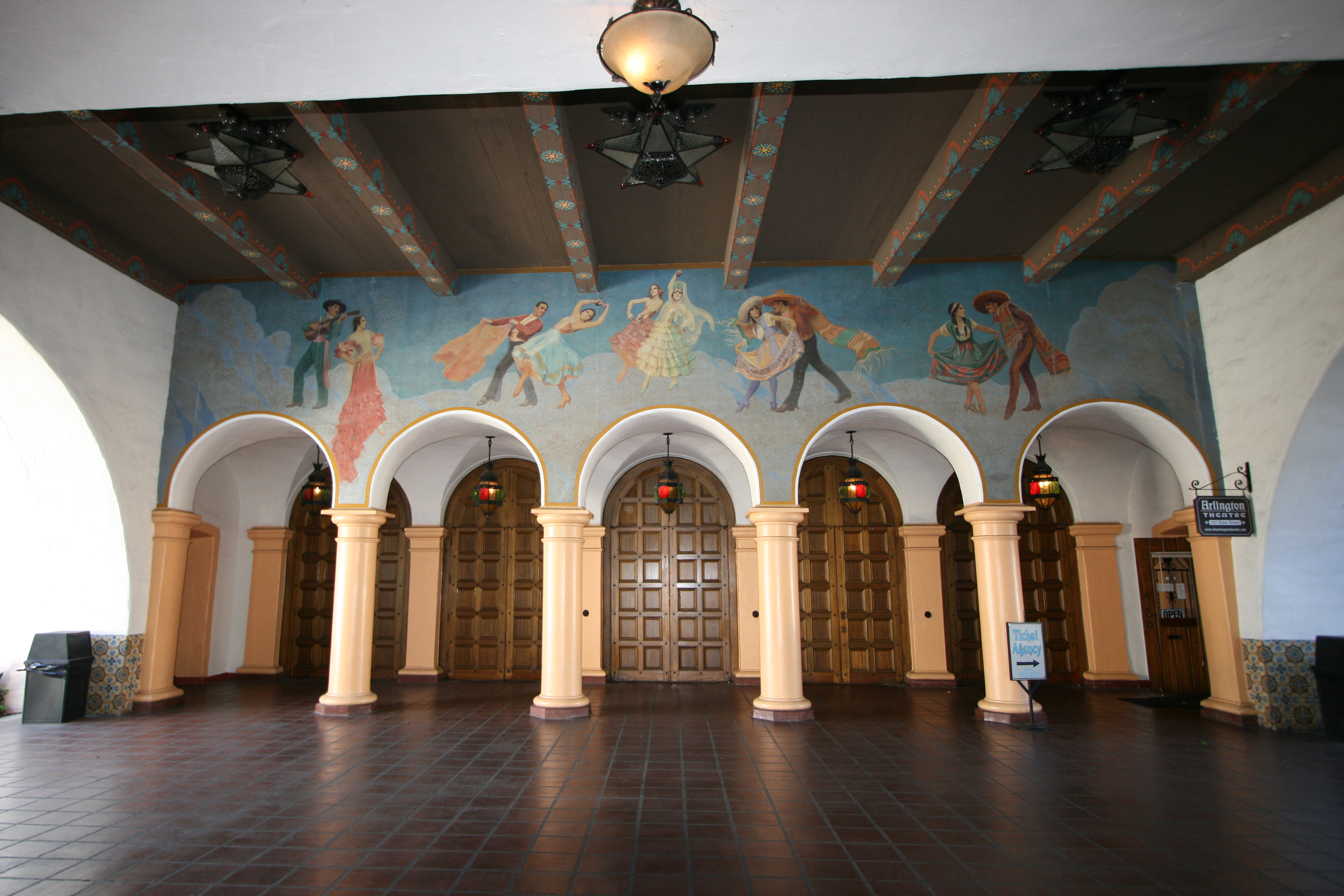
Les portes du théâtre.

L'Arlington a été conçu dans les styles Mission Revival et Colonial Revival espagnol à une époque où Santa Barbara était reconstruite dans ce style à la suite d'un puissant tremblement de terre survenu en 1925 (en). Il a été conçu par le cabinet d'architecture Edwards and Plunkett de Santa Barbara, qui a été formé en 1925 par William A. Edwards et Joseph J. Plunkett et dissous en 1940 lorsque Edwards est parti pour occuper un poste au gouvernement.
L'intérieur est richement décoré. L'auditorium lui-même peut accueillir 2 018 personnes au rez-de-chaussée et sur le balcon.
L'une des caractéristiques distinctives de l'Arlington est un orgue à tuyaux Robert Morton du Loew's Jersey Theatre qui a été installé en 1949. Cachée sous le sol de l'orchestre, la console de l'orgue s'élève sur une plate-forme lorsqu'elle est jouée lors d'une représentation.